# Фульк III Нерра
Фульк III Анжуйский (или Фульк III Нерра) (970 — 21 июня 1040, Мец, Мозель) — граф Анжуйский в 987—1040 годах. Происходил из семьи Ингельгерингов и был сыном Жоффруа I Гризегонеля и Адель де Мо, дочери Роберта I.

## Биография

### Происхождение
Документ № XXII из «Чёрного картулярия» (фр. Cartulaire noir) собора святого Маврикия в Анжере содержит запись о том, что в 1020 году Фульк Нерра сделал пожертвование в память о своих родителях, буквально «за душу отца моего Готфрида и матери Аделы» (лат. pro anima patris mei Gauffredi et matris Adelæ), которыми являлись Жоффруа I Гризегонель (ок. 938 — 21 июля 987), 3-й граф Анжу и граф Шалона и Адель де Труа (ок. 950—974), дочь Робера I де Вермандуа (ок. 918 — 19 июня 966), графа Мо и Труа и Адели де Шалон (930/5 — после августа 967), дочери Жильбера де Шалона (ок. 900 — 8 апреля 856) и Ирменгарды, сестры Гуго Чёрного и дочери Ричарда Заступника, которое подтверждают записи в картулярии Монтьерамейского аббатства.
Согласно «Генеалогии графов Анжу» (лат. Genealogiae comitum Andegavensium) в «Хронике графов Анжу и владельцев Амбуаза» (фр. Chroniques des comtes d´Anjou et des seigneurs d´Amboise) Адель была дочерью Робера I де Вермандуа, сына Герберта II де Вермандуа, и матерью Фулька III Нерра, отца Жоффруа II Мартела.
Согласно «Хронике действий консулов Анжу» (лат. Chronica de Gesta Consulum Andegavorum) в «Хронике Анжу» (фр. Chroniques d'Anjou) Жоффруа I Гризегонель был сыном второго графа Анжу, графа Нанта и герцога Бретани Фулька II Доброго и, по записи в первом томе картулярия аббатства святого Альбина в Анжере, его первой жены Герберги («отца моего Фулькония, матери также моей Герберги» (лат. patris mei Fulconis, matris quoque meæ Gerbergæ)), по поводу происхождения которой есть несколько версий. По одной из них она была дочерью виконта Вьенна, происходившего по линии матери от короля Прованса Бозона. По другой её идентифицируют с Гербергой Мэнской (ок. 913 — прежде 952) из дома Угонидов. Историк Морис Шом предположил, что она была дочерью Жоффруа, виконта Орлеана и графа Гатине.
Происхождение Фулька III Нерры находит подтверждение в «Эпизодической истории Анжу» (лат. Fragmentum Historiæ Andegavensis) в «Хронике Анжу», написанной его потомком Фульком IV («Готфрид Гризегонель отец моего деда Фулька» (лат. Goffridus Grisagonella pater avi mei Fulconis)), в упоминавшемся выше документе № XXII из «Чёрного картулярия» и «Хронике монаха Альберика из Труа-Фонтен» (лат. Chronica Albrici Monachi Trium Fontium; «Готфрид Гризегонель, отец Фулька графа Анжу» (лат. Gaufridi Grisagonelli, patris Fulconis Andegavensum comitis)). Согласно записи в первом томе картулярия аббатства святого Альбина в Анжере, в 974 году его мать Адель внесла пожертвование, которое было подтверждено её мужем Жоффруа и двумя сыновьями — Фульком Нерра и Жоффруа.

### Правление
Жоффруа I Гризегонель умер в 987 году, как записано в «Хронике Святого Михаила об опасностях морских», а в «Хронике Господина Райнальда, архидиакона Святого Маврикия в Анжере» из «Хроники церкви в Анжу» указана точная дата — 21 июля (12-е календы августа). Жоффруа умер при осаде Маркона, во время войны с Эдом I, графом Блуа, в которой участвовал как вассал. Новым графом Анжу стал его сын Фульк под именем Фулька III Нерра, а графом Шалона в Бургундии — пасынок Гуго I, уже принявший титул.
Фульк III продолжил войну на стороне Робертинов против Эда I, графа Блуа, Шартра, Шатодёна, Тура, Провена и Реймса, который поддерживал сторону Каролингов. В этой войне, которая продолжалась до смерти Эда I в марте 996 года, ему помогал король Гуго Капет. Фульк III, как и его отец, построил несколько замков и крепостей, чем улучшил обороноспособность графства. Фульк продавал замки вассалам, наследники которых менее, чем через полвека, стали требовать независимости от его преемника, Жоффруа II Мартела.

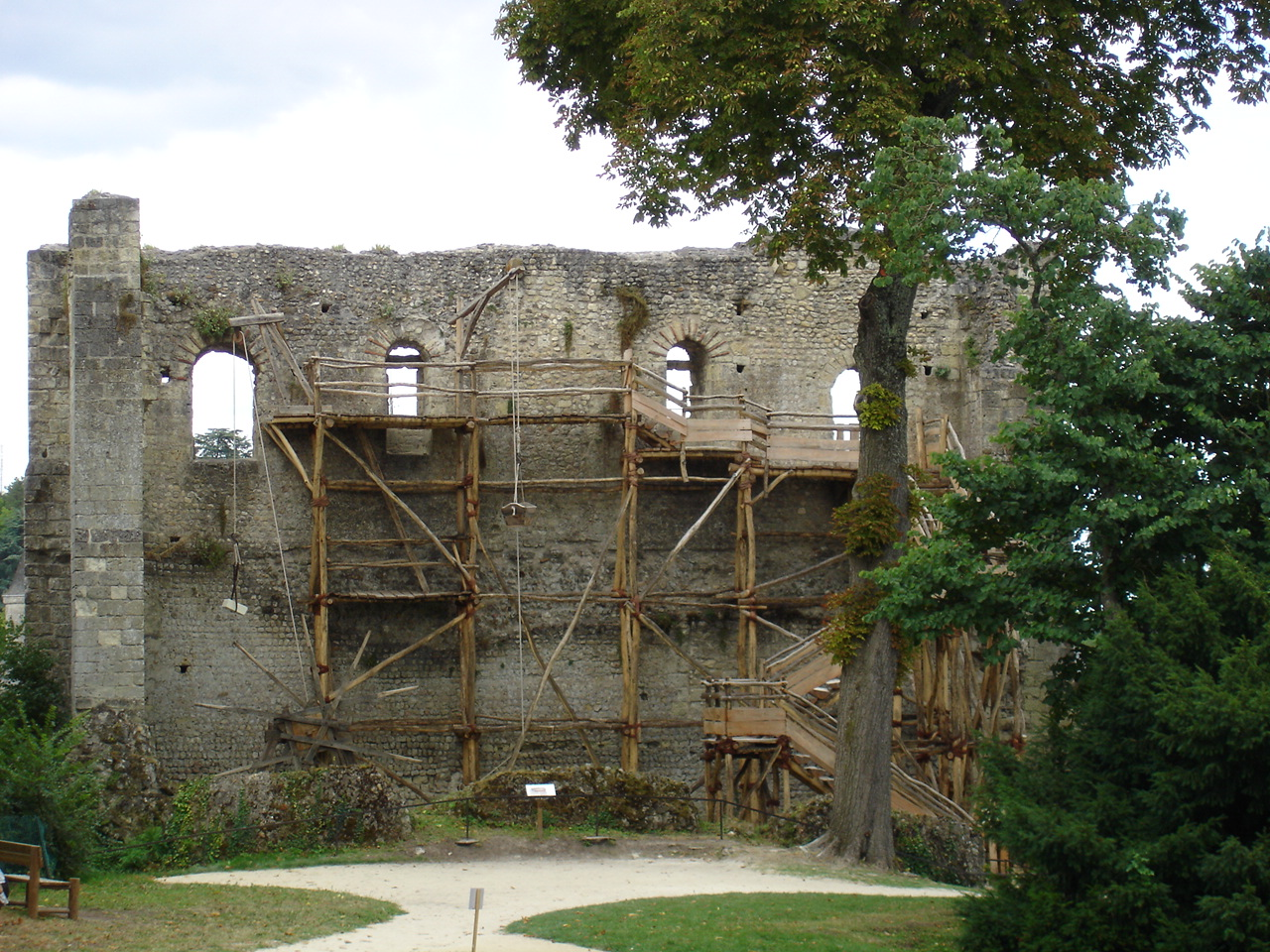
Руины древней крепости Ланже, которая была построена графом Анжу Фульком III Неррой

В жизни Фулька III Нерры насилие чередовалось с последующим раскаянием, плодами которого становилось строительство церквей и монастырей, ношение епитимьи, иногда тяжёлой. В «Хронике монастыря святого Альбина в Анжере» говорится, что 27 июня 992 года он, совместно с Эдом I, графом Блуа, и Ричардом I Бесстрашным, герцогом Нормандии, разбил под Конкереем Конана I Кривого, герцога Бретани и графа Ренна. Во время этого сражения Конан I погиб. Вскоре после этого, Фульк III сделал пожертвование церкви святого Маврикия в Анжере «ради спасения души грешника, ставшего причиной смерти большого количества христиан в Конкерее». А после взятия Тура в 996 году Фульк босым пришёл в монастырь святого Мартина ради покаяния, умоляя святого простить его за нанесённое ему оскорбление.
В той же «Хронике монастыря святого Альбина в Анжере» под 1000 годом есть запись о поджоге Анжера Фульком, через несколько дней после смерти его первой жены, Елизаветы де Вандом, которую он сам и зарезал. В документе № VI от 1032 года в Картулярии Томаса I, кардинала-аббата монастыря Троицы в Вандоме говорится, что граф Анжу приказал слугам сжечь свою жену заживо.
Ради покаяния он трижды совершал паломничества в Святую Землю. В первый раз отправился в Иерусалим между 1002 и 1003 годами. По свидетельству всё того же Картулярия Томаса I, кардинала-аббата монастыря Троицы в Вандоме, он сделал это в знак раскаяния в убийстве первой жены. В течение второго паломничества в 1008 году ему пришлось столкнуться с враждебным отношением к себе целого ряда мусульманских правителей, которые тщетно пытались помешать ему добраться до Иерусалима. И, наконец, в 1039 году, около семидесяти лет от роду, он пришёл в Иерусалим в последний раз, и прошагал по улицам города аж до Гроба Господня полуголый, с верёвкой на шее, поротый по своему же приказу двумя слугами, и крича: «Господи, помилуй предателя». Такое поведение графа Анжуйского послужило примером для многих аристократов, включая Роберта I Великолепного, герцога Нормандии.
Желая обезопасить границы своих владений, примыкающие к землям графов де Блуа, Фульк III Нерра основал замок Монпупон. К концу его жизни это была одна из самых мощных крепостей центральной Франции.
В 1008 году, незадолго до своего второго паломничества, Фульк III оказался зачинщиком убийства пфальцграфа Юга де Бове. Преступление было совершено на глазах французского короля Роберта II, с которым Юг охотился. Граф Анжу укрыл убийц в своих владениях, из-за чего король обвинил его в государственной измене, а синод епископов в Шеле отлучил от церкви. По благословению Фульберта, епископа Шартра, Фульк III принёс покаяние и был прощён.
В Картулярии Томаса I, кардинала-аббата монастыря Троицы в Вандоме, под 1015 годом есть запись о том, что Фульк Нерра отдал все свои права на земли в пользу монастыря святого Альбина в Анжере. Вместе со второй женой Хильдегардой и сыном Жоффруа он основал монастырь во имя Богоматери Милосердной в Анжере и сделал в него пожертвование.

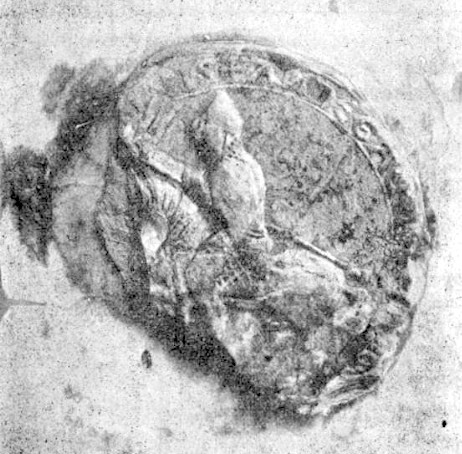
Печать Фулька Нерры

В 1016 году Фульк III начал захват феодов в Турени и нанёс Эду II, графу Блуа, поражение под Понлевуа. На протяжении всей своей жизни граф Анжу воевал в Турени с графом Блуа, о чём свидетельствует известный средневековый монах-летописец Рауль Глабер. В 1025 году он напал на Эда II, чтобы помочь королю Роберту II в борьбе против императора Конрада II. Также граф Анжуйский воевал с бретонцами, союзниками герцогов Аквитании. У них он отобрал Мож, а в 1026 году захватил и разграбил Сомюр, где не пощадил даже церковь святого Флориана.
В это же время Фульк III Нерра испортил хорошие отношения с Гербертом I, графом Мэна, по прозвищу Разбуди Собаку. В 1025 году, как о том повествует Адемар Шабанский, он заманил графа Мэна в ловушку. Фульк III Нерра пригласил его для разрешения споров в Сент, и как только Герберт I прибыл на место встречи, тут же схватил его. Граф Анжу также пытался захватить графиню Мэна, но тщетно. После двух лет в плену у графа Анжу, во время которого Герберт I претерпел множество унижений, он смог снова обрести свободу.
В 1028 году Фульк III основал аббатство Ронсерей, став одним из первых мужчин, основавших монастырь для женщин.
В 1036 году между ним и единственным сыном начался конфликт, который перерос в войну, в которой в 1039 году Фульк одержал победу. После поражения Жоффруа был осёдлан отцом, который проехал на нем несколько миль. В этом же году граф Анжуйский в третий и последний раз посетил Святую Землю. В следующем году он умер в Меце, на обратном пути в Анжер. Его тело было перенесено в Больё-ле-Лош и погребено в основанном им аббатстве. «Хроника монастыря святого Альбина в Анжере» из «Хроники церкви в Анжу» повествует о смерти Фулька под датой 21 июня 1040 года (11-е календы июля). «Хроника действий консулов Анжу» из «Хроники Анжу» подтверждает факт погребения его останков в основанном им же аббатстве с большими почестями. В той же хронике говорится о том, что ему наследовал его сын Жоффруа, ставший новым графом Анжу под именем Жоффруа II Мартела.

## Семья и дети

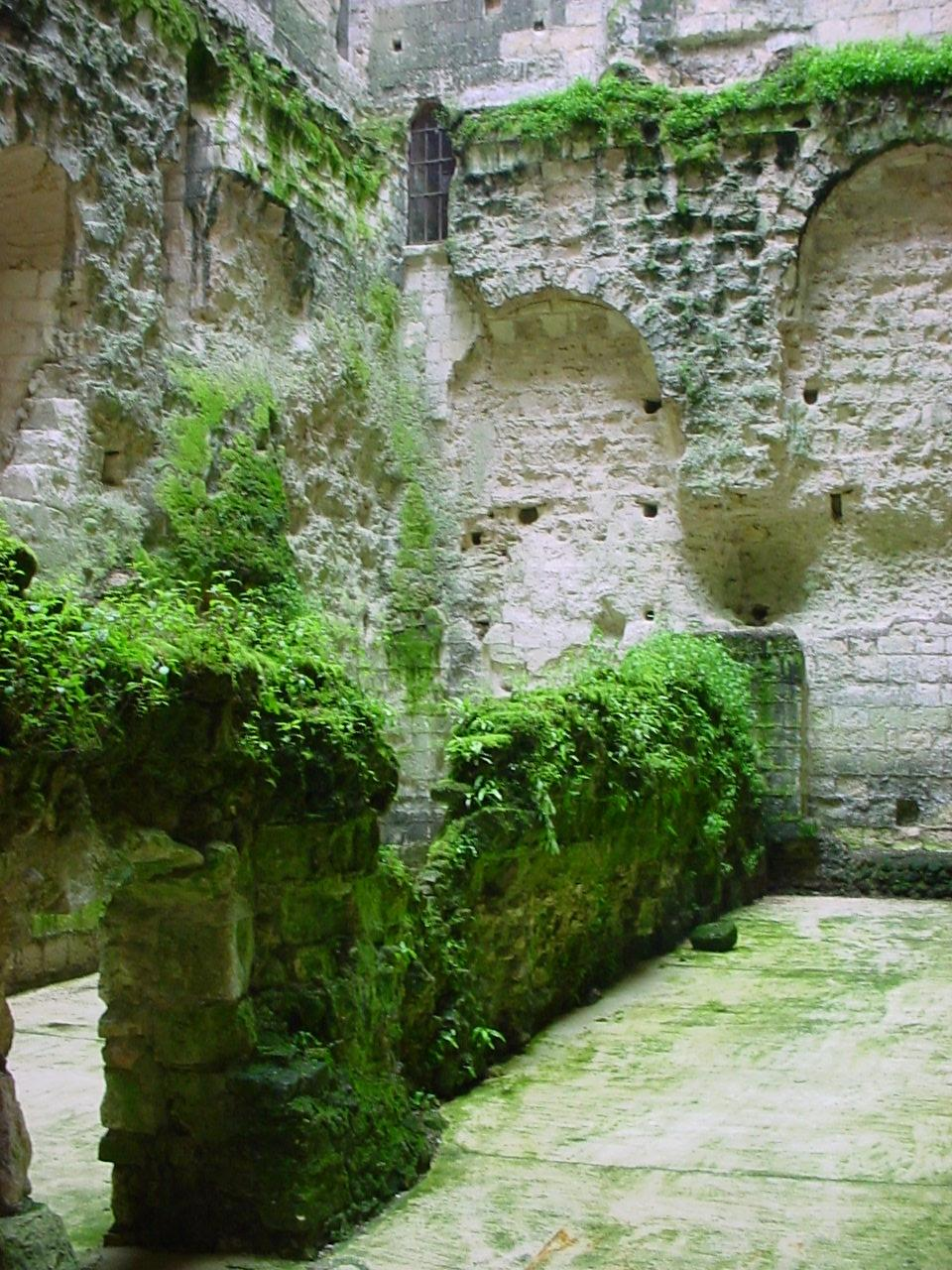
Замок Фулька III Нерры в Лоше

Первой женой Фулька III (до 989 года) была Елизавета де Вандом (после 958 — декабрь 999), дочь графа Вандома Бушара I Почтенного, о происхождении которого не сохранилось никаких свидетельств, и Елизаветы Мелюнской. От этого брака родилась только одна дочь:
- Адель де Вандом-Анжу (умерла 26 февраля 1033/1035) — графиня Вандом, муж: Бодон Вандомский, сын графа Невера Ландри IV де Монсо

После 1000 года Фульк III женился на Хильдегарде Мецкой (умерла 1 апреля 1046), происхождение которой неизвестно. Единственный дошедший до нас документ говорит о том, что она была родом из Лотарингии и королевского происхождения. От этого брака родились:
- Жоффруа II Мартелл (14 октября 1006 — 14 ноября 1060), 1-я жена (с 1 января 1032 — развод в 1049/1052): Агнесса Бургундская (990/995 — 10 ноября 1068), дочь Отто Гильома и Ирментруды де Руси; 2-я жена (до 15 августа 1052 — развод): Грейс де Монтрёй-Белле (умерла 25 апреля ?); 3-я жена (до 22 мая 1060): Адельгейда Немецкая (умерла после 1062)
- Ирменгарда Анжуйская (1018 — 18 марта 1076), 1-й муж: Жоффруа II Ферреоль, граф Гатине, сын Гуго дю Перша и Беатрис де Макон; 2-й муж: Роберт I Старый, герцог Бургундии в 1032 — 1076 годах, сын Роберта II Благочестивого и Констанции Арльской